# كوم أمبو (مركز)
مركز كوم أمبو، مركز إداري مصري. يقع في محافظة أسوان الواقعة في جمهورية مصر العربية. القاعدة الإدارية للمركز هي مدينة كوم أمبو.